# تشارلز جي. آدامز
تشارلز جي. آدامز هو محامي وسياسي أمريكي، ولد في 17 فبراير 1917 في راندولف في الولايات المتحدة، وتوفي في 16 مايو 2008 في ويليستون في الولايات المتحدة. نشط حزبياً في الحزب الجمهوري. وقد انتخب عضو مجلس نواب فيرمونت ‏.